# オーガーオーグレス・プロダクション
オーガーオーグレス・プロダクション （OgreOgress productions) は、 アメリカ合衆国ミシガン州のグランドラピッズにあるレコードレーベル。  。 
アルノルト・シェーンベルク、ジョン・ケージ、モートン・フェルドマン、アラン・ホヴァネス等、クラシック音楽や現代音楽の作曲家の未知の曲を開拓している。